# Another Code: R - Les Portes de la mémoire
Another Code : R - Les Portes de la mémoire (アナザーコード: R 記憶の扉, Anazā Kōdo: R Kioku no Tobira) est un jeu vidéo développé par Cing et édité par Nintendo, pour Wii. Cette suite d'Another Code : Mémoires doubles, reçoit dans l'ensemble d'assez bonnes critiques.
Un remake des deux jeux est sorti dans la collection Another Code: Recollection en 2024 sur Nintendo Switch.

## Trame

### Histoire
Aller faire du camping ? C'est l'invitation qu'Ashley reçoit de son père, dont elle n'est pas très proche et qu'elle voit peu. L'égoïsme de ce dernier la remplit d'amertume, mais elle ressent le besoin de le voir. Cependant, à peine arrivée sur place, des souvenirs de sa mère ressurgissent…
Que faisait-elle en cet endroit ? Dans quel but était-elle venue ? Trouvez les réponses à ces questions grâce aux témoignages des gens qu'Ashley rencontre pendant son séjour, et reconstituez le puzzle de la mort de sa mère en rassemblant les bribes de souvenirs qui lui reviennent en mémoire.

### Personnages principaux
Ashley Mizuki Robins
Héroïne de l'histoire, cette jeune fille de seize ans sincère et sensible rêve de devenir une musicienne professionnelle. Deux ans plus tôt, et après onze ans de séparation, elle a retrouvé son père qu'elle croyait mort. Après toutes ces années sans contact, les retrouvailles ne sont pas sans heurts et la communication passe mal. Alors qu'elle n'a pas vu son père depuis six mois, celui-ci l'invite soudain à Lake Juliet pour faire du camping.
Richard Robins
Père d'Ashley, ce scientifique travaille à J.C Valley. Après la mort de sa femme Sayoko, il est parti s'exiler sur l'île de Blood Edward, où il a passé onze ans à développer Another, un système de contrôle de la mémoire. Deux ans auparavant, après avoir achevé Another, il a renoué des liens avec Ashley, mais l'a quittée de nouveau pour aller travailler à J.C Valley.
Sayoko Robins
Mère d'Ashley, d'origine japonaise, elle est décédée le 25 février 1994 à l'âge de 28 ans.
Elle avait rencontré Richard au laboratoire MJ, et ils s'étaient mariés peu de temps après.
Brillante chercheuse spécialisée dans la mémoire, elle était réputée pour sa volonté inflexible, mais Ashley ne se rappelle que ses magnifiques yeux noirs.
Jessica Robins
Sœur cadette de Richard et sa seule famille, elle enseigne la chimie. Treize ans plus tôt, Richard lui a confié Ashley avant de partir pour l'île de Blood Edward. Jessica considère Ashley comme sa propre fille. Peu de gens connaissent Ashley aussi bien qu'elle.
Ryan Gray
Ce scientifique est un collègue de Richard à J.C Valley. Il avait déjà travaillé en collaboration avec Richard et Sayoko au laboratoire MJ. Ryan, en véritable génie, a commencé sa carrière de chercheur alors qu'il était encore adolescent. Ashley fait rapidement sa connaissance et il l'aidera, grâce à une certaine proximité qu'il avait avec Sayoko, de se rappeler davantage d'elle.
Matthew Crusoe
Ce jeune garçon a fugué pour se rendre à Lake Juliet. Matthew est à la recherche de son père, disparu cinq ans plus tôt. Il se lie d'amitié avec Ashley dès leur rencontre. Ensemble, ils tentent de résoudre le mystère de la disparition du père de Matthew, en même temps qu'Ashley essai de retrouver les souvenirs liés à sa mère.
Dan Maxwell
Ce garde forestier sympathique et consciencieux patrouille régulièrement dans la région de Lake Juliet. Il aide Ashley à s'orienter lorsqu'elle celle-ci doit se rendre à l'accueil du camping de Lake Juliet.
Tommy Harrison
Cet étudiant travaille au camping pendant les vacances d'été. Il s'occupe de la réception du camping de Lake Juliet.
Rex Alfred
Ce scientifique est le directeur de J.C. Valley. Il avait fait la connaissance de Richard et Sayoko au laboratoire MJ. Il était, d'ailleurs, proche d'eux car Richard était un vieux ami à lui. Sa relation avec sa fille est loin d'être au beau fixe mais la vérité derrière tout cela pourrait être bien plus profonde.
Elizabeth Alfred
Fille du directeur de J.C. Valley, Rex, elle rencontre Ashley vers le début du jeu mais son mauvais caractère ne rendra pas leur interaction particulièrement plaisante mais que cache son attitude désagréable ?
Charlotte Graham
Vieille dame vivant seule dans une grande maison au milieu des champs et entretient son jardin. Tout le monde l'a connait pour son caractère têtu mais il semblerait que ce comportement soit un moyen, pour elle, d'exprimer certains sentiments profonds.

## Développement
Le jeu est annoncé à la conférence d'automne de Nintendo.

## Accueil

### Critiques
| Publication                         | Note                         |
| ----------------------------------- | ---------------------------- |
| AN Adventure Gamers                 | 3/5                          |
| AN IGN                              | 8/10                         |
| RU GameSpot                         | 6,5/10                       |
| RU Edge                             | 4/10                         |
| FR Gamekult                         | 4/10                         |
| FR Jeuxvideo.com                    | 16/20                        |
| Compilations de plusieurs critiques |                              |
| GameRankings                        | 69 % (basé sur 14 critiques) |
| Metacritic                          | 66 % (basé sur 27 critiques) |

Le jeu reçoit des critiques dans l'ensemble plutôt bonnes, malgré deux notes de 4, de la part de Gamekult et de Edge.

### Ventes
Les ventes japonaises du jeu sont décevantes : en effet, la semaine de sa sortie au Japon, le jeu n'arrive qu'à la onzième place avec 15 000 unités vendus contre 60 000 pour le premier opus.